# جوان وينتيرز
جوان وينتيرز (بالإنجليزية: Joan Winters)‏ هي راقصة أمريكية، ولدت في 8 ديسمبر 1909 في بروكلين في الولايات المتحدة، وتوفيت في 1933 في القدس في إسرائيل.